# O prajském rumlu
O prajském rumlu nebo Operetka o prajském rumlu je jednoaktová česká zpěvohra v hanáckém nářečí – jedna z tzv. hanáckých oper či operet. Námětem je obléhání Olomouce pruskými vojsky roku 1758, za sedmileté války, které komentují hrdinové opery, dva hanáčtí mladíci, jeden odvážný jménem Macek a druhý bázlivý Jóra.

## Autorství a charakteristika
Autor této zpěvohry není znám, z narážek v textu je však zřejmé spojení s klášterem Hradisko u Olomouce, kde byly hanácké opery pěstovány od přelomu 40. a 50. let 18. století, a bohemista Jiří Fiala v této souvislosti uvažuje o cisterciáckém mnichu Ignáci Plumlovském (řádovým jménem Alanus), který pro Hradisko psal hanácké opery a zemřel 2. června 1759. Libreto v zásadě odpovídá jeho stylu, i když je mnohem prostší než v případě Pargamotéky a Landeborka.
Zpěvohra byla napsána pro dva mužské hlasy – basy – s trojhlasým doprovodem v podobě dvou houslí a violoncella a je rozčleněna na pět strofických árií (tři pro Jóru a dvě pro Macka) spojených šesti recitativy a ústí do závěrečného dvojzpěvu obou postav, označeného jako sbor (chorus). Její hudba se však nedochovala, s výjimkou árie Sedláci, Hanáci, šeci zhóro vstaňte, kterou s odstupem půldruhého století zaznamenal ve svých pamětech skladatel Hynek Vojáček. Úplný opis libreta byl nalezen v pozůstalosti Aloise Vojtěcha Šembery; upozornil na ně poprvé Jan Trojan roku 1987.

## Děj opery
Jóra naříká nad hrozícím vpádem Landeborka na Hanou – budou trpět lidé, chléb i dobytek a kacířové učiní na Hané z ráje peklo (recitativ Co se děje, ach! prosim vás, snad jož bode tenkrát po nás). Tento květen přinesl Moravě jen škodu – jedovaté brouky, pavouky, škodné motýly, kobylky, ťuhýky a pijavice … (árie Ach, jak tento máj měsíc v přijemnosti klesl). Přichází Jórův přítel Macek. Zatímco Jóra by se před Prajzem nejraději schoval do nějaké díry, Macek radí vydat se k Olomouci. To se zdá Jórovi čirým bláznovstvím, protože na město táhne Landebork, ale Macek nemá strach, že by dobyl (recitativ Ach, poď, Macko, potěš Jóro, viš-le pak nějakó ďóro). Macek furiantsky varuje prajzského krále, aby se nepokoušel dobýt Olomouc a táhnout dále na Vídeň – zbytečně si na tom ořechu vyláme zuby (árie Králi Prajské, s dovoleni, slešele sme divnó).
Jóra se leká Mackovy opovážlivosti, ten mu zase vyčítá zbabělost. Jóra namítá, že i panstvo před Prajzem utíká. Macek příteli vysvětluje, že pánové mají možná proč mít strach, ale na prostého bázlivého Hanáka by nepřátelským vojákům bylo i kulky škoda. Když se však Jóra tak bojí, odchází Macek do Olomouce sám (recitativ Dež tě slešim zpivať, Macko, je mně, jak be mně dal packo). Jóra se třese z představy, jak by vypadala Haná pod pruskou vládou – platily by se daně „i z ocásko“, už pětiletí chlapci by byli odváděni k vojsku a navíc by tu bylo „brzy loteráno vic, než je v Ohřich cekáno“ (árie Nic ta střelba hrozná, velká tak mně nestraši).
Macek se vrací se zprávami: Prajz oblíčil Olomouc ze všech stran, jen od ne kláštera Hradiska, na kterém je pandurská posádka. Ale naq rozdíl od sýčkujícího Jóry je Macek optimista, věří, že se brzy objeví „naše veleká armáda“ (recitativ Kde si dlóho zostal, očoč, že ho jož Prajz dostal?). Macek se vydává pobízet sedláky k obraně hanácké vlasti třeba i kosami, vidlemi a sochory (árie Sedláci, Hanáci, všeci zhůro vstaňte). Naposledy vybízí Jóru, aby šel s ním, ale pro toho „jistější je za pecó“ (recitativ No, jaky, Jóro, půdeš se mnó?). Vzápětí je však Macek zpátky: Prajzové se našich vojáků tak lekli, že do jednoho utekli. Olomouc je osvobozena a Jóra opěvuje její obětavost (árie Ach, jaks město Holomóc pro celó krajino). Teď je velmi rozjařen a vymýšlí, jaké tresty by uložil pruskému králi, kdyby se mu dostal do rukou (recitativ Pravda, Jorko, to je radosť), Macek ho vyzývá, aby na to zapomněl a spolu s ním poděkoval Bohu za osvobození. Oba tedy zpívají chválu Bohu z vděčnosti za to, že Hanáci „hosta zlýho tak lehko pozbele“ (sbor Pochválen boď z toho, Panebože milé).